# Bundesmuseen
Die Bundesmuseen in Wien sind Museen im Eigentum der Republik Österreich und bilden in ihrer Gesamtheit eine der größten Sammlungen der Welt.

## Geschichte
Sie gehen zum Teil auf die bis 1918 kaiserlichen Sammlungen zurück, die im Auftrag der Monarchen zusammengetragen und seit der zweiten Hälfte des 19. Jahrhunderts in repräsentativen Museumsbauten ausgestellt wurden, zum Teil handelt es sich um Gründungen der k.k. Staatsverwaltung. Das Museum Moderner Kunst wurde 1962 gegründet; in seinem ehemaligen Gebäude wurde 2011 vom Belvedere das 21er Haus eröffnet.
Die 1998 geschaffene Rechtskonstruktion der vollrechtsfähigen Bundesmuseen (wissenschaftliche Anstalten öffentlichen Rechts) wurde auch für die Österreichische Nationalbibliothek gewählt, die kein Museum ist. Das Pathologisch-Anatomische Bundesmuseum blieb vorerst weiterhin eine nachgeordnete Dienststelle des Unterrichtsministeriums, der Aufsichtsbehörde für die angeführten wissenschaftlichen Anstalten, und wurde im Herbst 2011 per 1. Jänner 2012 mit Bundesgesetz in die wissenschaftliche Anstalt Naturhistorisches Museum Wien (NHM) eingegliedert.
Im März 2019 gab Kanzleramtsminister Gernot Blümel bekannt, dass die Bundesmuseen mit 1. Jänner 2020 einen gemeinsamen Generalsekretär erhalten sollen, der den Vorsitzenden der Bundesmuseenkonferenz operativ unterstützen soll. Außerdem soll eine Bundesmuseen Service GmbH eingerichtet werden, deren Geschäftsführer der Generalsekretär ist.

## Die Häuser
Die acht Institutionen und die ihnen angeschlossenen Häuser konnten 2023 über 7,34 Mio. Besuche, davon 2,97 Mio. oder 40,5 % Vollzahler, verzeichnen.
Seit 1. Jänner 2010 gilt freier Eintritt für Besucher unter 19 Jahren; 2011 betraf dies 36,7 % oder 1,4 Millionen aller Besuche, 2017 21 % oder 1,2 Millionen und 2023 20 % oder knapp 1,5 Mio. Zur Entwicklung siehe Meistbesuchte Sehenswürdigkeiten Wiens.
| Wissenschaftliche Anstalt                           | Standort                                                                                    | angegliedert | Besuche (2023) | gegr.       | vollrechtsfähig seit |
| --------------------------------------------------- | ------------------------------------------------------------------------------------------- | --- | -------------- | ----------- | -------------------- |
| Albertina                                           | Wien 1., Albertinaplatz                                                                     | Albertina modern | 1.180.361      | 1776        | 1. Jan. 2000         |
| Kunsthistorisches Museum (KHM)                      | Wien 1., Burgring                                                                           | Sammlungen in der Neuen Burg, Schatzkammer in der Hofburg und Wagenburg in Schloss Schönbrunn sowie Außenstelle Schloss Ambras Innsbruck; Weltmuseum Wien (bis 2013 Museum für Völkerkunde) und Österreichisches Theatermuseum | 1.688.509      | 1891        | 1. Jan. 1999         |
| Belvedere                                           | Wien 3., Prinz-Eugen-Straße, und 10., Arsenalstraße, Wien 1., Himmelpfortgasse 8 (bis 2017) | 21er Haus (seit 15. November 2011), Winterpalais Prinz Eugen (Herbst 2013 bis 2017) | 1.834.000      | 1903        | 1. Jan. 2000         |
| MAK – Museum für Angewandte Kunst / Gegenwartskunst | Wien 1., Stubenring                                                                         | | 171.605        | 1863        | 1. Jan. 2000         |
| Museum Moderner Kunst Stiftung Ludwig Wien – MUMOK  | Wien 7., Museums Quartier                                                                   | | 220.331        | 1962        | 1. Jan. 2003         |
| Naturhistorisches Museum (NHM)                      | Wien 1., Burgring                                                                           | Pathologisch-anatomische Sammlung im Narrenturm (seit 1. Jänner 2012), Nationalparkinstitut Donauauen in Petronell und Historisches Salzbergwerk in Hallstatt                                                                  | 1.008.531      | 1889        | 1. Jan. 2003         |
| Technisches Museum                                  | Wien 14., Mariahilfer Straße                                                                | Österreichische Mediathek (TMW) | 515.395        | 1908 (1918) | 1. Jan. 2000         |
| Österreichische Nationalbibliothek (ÖNB)            | Wien 1., Hofburg                                                                            | Papyrusmuseum, Globenmuseum, Esperantomuseum, Literaturmuseum und Haus der Geschichte Österreich | 722.300        | 14. Jh.     | 1. Jan. 2003         |

Andere Museen in Bundesbesitz und Museen mit Bundesförderung, die aber nicht zu den Bundesmuseen gehören, sind:
- Schloss Schönbrunn, Wien 13., Schönbrunner Schlossstraße (in Verwaltung der Schloss Schönbrunn Kultur- und Betriebsgesellschaft m.b.H. unter Aufsicht des Bundesministeriums für Wirtschaft und Arbeit)
- Kaiserliches Möbelmuseum Wien, Wien 7., Andreasgasse (in Verwaltung wie Schönbrunn)
- Sisi-Museum, Kaiserappartements, Hofsilber- und Tafelkammer, alle Wien 1., Hofburg (in Verwaltung wie Schönbrunn)
- Heeresgeschichtliches Museum, Wien 3., Arsenal (dem Bundesministerium für Landesverteidigung nachgeordnet)
- Österreichisches Museum für Volkskunde,[8] Wien 8., Laudongasse(als vom Bund geförderter Verein organisiert, gleichzeitig Dienststelle des Unterrichtsministeriums)
- Österreichisches Gesellschafts- und Wirtschaftsmuseum / Kaffeemuseum, Wien 5., (Verein mit Beteiligung der Republik)
- Schloss Hof, Engelhartstetten-Schlosshof, Niederösterreich, in Verwaltung der Marchfeldschlösser Revitalisierungs- und Betriebsgesellschaft m.b.H., seit 2012 Tochtergesellschaft der Schloss Schönbrunn Kultur- und Betriebsgesellschaft m.b.H.

## Bundesmuseen-Gesetz 2002
Als Bundesmuseen werden auf Grund der Bundesverfassung 1920 seit Jahrzehnten alle Museen bezeichnet, die von Bundesdienststellen verwaltet werden; im engeren Sinn sind Bundesmuseen heute jedoch solche, die dem Bundesmuseen-Gesetz unterliegen und auf Grund dessen als wissenschaftliche Anstalten öffentlichen Rechts betrieben werden.
Experten sprechen von Vollrechtsfähigkeit (gegenüber der vorhergegangenen Teilrechtsfähigkeit), weil die Institutionen nunmehr eigene juristische Personen sind und als solche Rechte begründen und Verbindlichkeiten eingehen können, für die der Bund nicht haftet. So können sie z. B. Personal anstellen, das nicht dem Dienstrecht für Beamten und Vertragsbedienstete unterliegt. Für die Österreichische Nationalbibliothek, die kein Museum ist, aber kleinere Museen betreibt, gelten die Rechtsregeln des Bundesmuseen-Gesetzes analog.
Das Bundesmuseen-Gesetz wurde erstmals 1998 von der Bundesregierung Klima bzw. deren Unterrichtsministerin Elisabeth Gehrer beantragt und vom Nationalrat beschlossen. Die aktuelle Fassung wurde 2002 neu erlassen und 2007 ergänzt.
Die Bundesmuseen sind durchwegs kulturelles Erbe aus dem kaiserlichen Österreich, das 1918 / 1919 von der Republik übernommen wurde. Das Museum moderner Kunst (MUMOK) ist eine eigenständige Gründung der Zweiten Republik. Bis zur Erlassung des Gesetzes wurden Bundesmuseen als nachgeordnete Dienststellen des Unterrichtsministeriums geführt und unterlagen den personal-, finanz- und organisationsrechtlichen Bestimmungen für Bundesbeamte bzw. Bundesdienststellen.
1999 wurde auf Grundlage des Bundesmuseen-Gesetzes 1998 begonnen, die staatlichen Museen in die Vollrechtsfähigkeit überzuführen und als sich so weit wie möglich selbst finanzierende wissenschaftliche Anstalten im Eigentum der Republik zu führen. Erstes Museum, das in die neue Eigenständigkeit entlassen wurde, war das Kunsthistorische Museum, dessen Generaldirektor Wilfried Seipel die Autonomie seines Hauses konsequent vertreten und am Gesetzentwurf mitgewirkt hatte. Das Museum für Völkerkunde und das Österreichische Theatermuseum wurden der neuen wissenschaftlichen Anstalt Kunsthistorisches Museum gegen den Willen der beiden Sammlungsleiter unterstellt.
Mit der Verselbstständigung von MUMOK, NHM und Nationalbibliothek war die Umsetzung des Gesetzes Anfang 2003 abgeschlossen. Heute finanzieren sich die Bundesmuseen zum Teil aus Eintrittsgeldern, Sonderausstellungen, Museumsshops und -cafés sowie internationalen Leihgaben, zum Teil durch staatliche Zuwendungen; diese waren 2001–2008 ohne Inflationsausgleich eingefroren und sind seither Gegenstand regelmäßiger Verhandlungen der Leiter der Anstalten mit dem Ministerium.
Der Versuch der Kommerzialisierung der staatlichen Museen wird von zwei Studien (Konrad 2008, Tschmuk 2009) durchaus kritisch gesehen.

## Jahreskarte
Bisher haben die Bundesmuseen etwa 70.000 eigene Jahreskarten verkauft. Ab Juli 2024 gilt eine neue Art von Jahreskarte, die Bundesmuseen Card: Alle 26 Standorte der 8 Bundesmuseen können während der Gültigkeitsdauer von 1 Jahr ab Kauf beliebig oft besucht werden. Preis 99 Euro.